# Веста (тауншип, Миннесота)
Веста (англ. Vesta) — тауншип в округе Редвуд, Миннесота, США. На 2000 год его население составило 206 человек.

## География
По данным Бюро переписи населения США площадь тауншипа составляет 90,4 км², из которых 90,2 км² занимает суша, а 0,2 км² — вода (0,23 %).

## Демография
По данным переписи населения 2000 года здесь находились 206 человек, 69 домохозяйств и 56 семей.  Плотность населения —  2,3 чел./км².  На территории тауншипа расположено 78 построек со средней плотностью 0,9 построек на один квадратный километр. Расовый состав населения: 100,00 % белых.
Из 69 домохозяйств в 40,6 % воспитывались дети до 18 лет, в 76,8 % проживали супружеские пары, в 4,3 % проживали незамужние женщины и в 18,8 % домохозяйств проживали несемейные люди. 15,9 % домохозяйств состояли из одного человека, при том 8,7 % из — одиноких пожилых людей старше 65 лет. Средний размер домохозяйства — 2,99, а семьи — 3,38 человека.
34,0 % населения — младше 18 лет, 4,4 % — в возрасте от 18 до 24 лет, 29,1 % — от 25 до 44, 19,9 % — от 45 до 64, и 12,6 % — старше 65 лет. Средний возраст — 37 лет. На каждые 100 женщин приходилось 114,6 мужчин.  На каждые 100 женщин старше 18 приходилось 119,4 мужчин.
Средний годовой доход домохозяйства составлял 44 583 доллара, а средний годовой доход семьи —  54 375 долларов. Средний доход мужчин —  28 333  доллара, в то время как у женщин — 22 500. Доход на душу населения составил 18 247 долларов. За чертой бедности находились 3,5 % семей и 4,6 % всего населения тауншипа, из которых 5,4 % старше 65 лет.